# St. Wiperti (Quedlinburg)

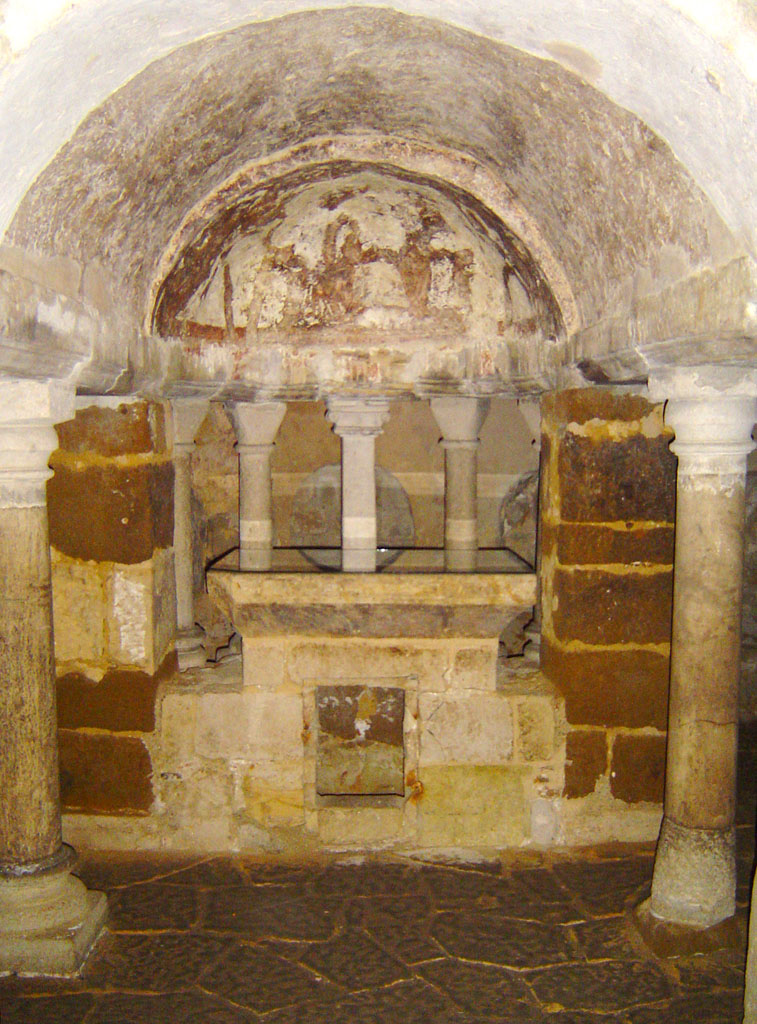
Die Wipertikrypta aus dem 10./11. Jahrhundert

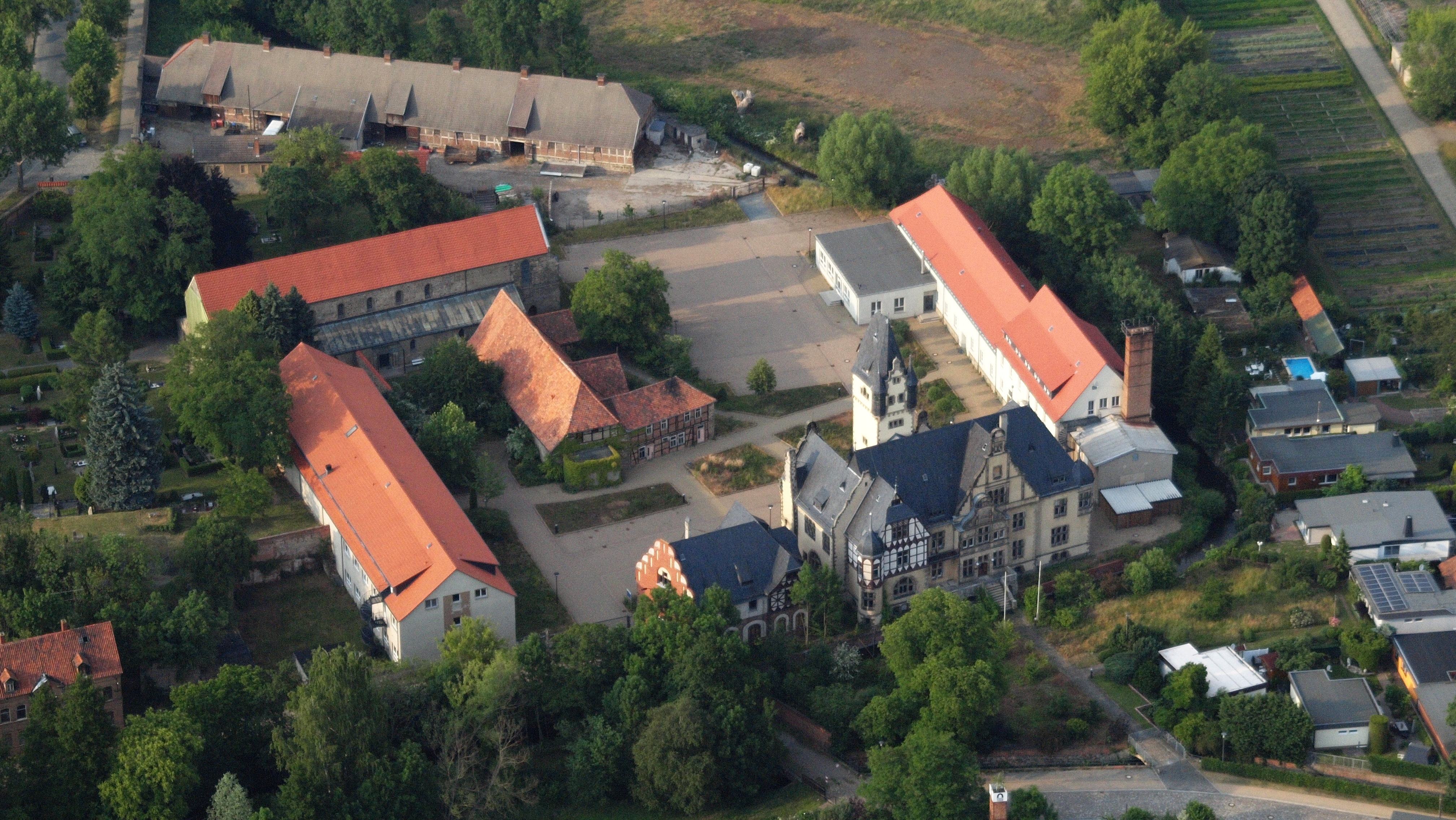
Quedlinburg, St. Wiperti und Gutshaus, Luftaufnahme (2015)

St. Wiperti (den Heiligen Wigbert und Jakobus geweiht) ist eine Kirche südwestlich des Burgberges in Quedlinburg. Als architektonische Meisterwerke der Romanik zeugen Krypta und Kirche von seiner wichtigen Vergangenheit als Königshof des sächsisch-ottonischen Herrscherhauses. Auch in späteren Epochen ist der Ort Zeuge einer reichbewegten Geschichte. Heute ist die Kirche eine Station an der Straße der Romanik. Die Anlage ist im Quedlinburger Denkmalverzeichnis als Wipertikloster eingetragen.

## Geschichte

### Zeit vor 936
St. Wiperti wurde im 9. Jahrhundert vom Kloster Hersfeld aus gegründet und beherbergte einen ungeregelten Klerikerverband. Zwischen 901 und 912 brachte Otto der Erlauchte, der dem Kloster Hersfeld als Laienabt vorstand, die Wipertikirche in den Besitz der Liudolfinger. Sein Sohn König Heinrich I. hat diese erste Kirche abbrechen lassen und eine Saalkirche errichtet.

### Königshof von 936 bis 1146
Die villa quae dicitur Quitilingaburg wurde zum ersten Mal am 22. April 922 in einer Urkunde Heinrichs I. als Ausstellungsort erwähnt. Sicher ist, dass 936 auf dem Burgberg ein Damenstift zur Totenmemoria Heinrichs I. und 961/964 im Tal ein immer mehr regulierter Kanonikerverband eingerichtet wurden. Die genauen Beziehungen zwischen der Klerikergemeinschaft am Königshof im Tal und den Stiftsdamen auf dem Burgberg sind noch nicht vollständig geklärt. Die so genannte „Osterpfalz“ der Ottonen ist sicher sowohl in den Baulichkeiten auf dem Burgberg als auch in der Umgebung von St. Wiperti zu suchen. Teile der Kirche reichen mit ihrer Erbauungszeit bis ins 10. Jahrhundert zurück.

### Kanonikerkonvent von 963 bis 1146
Neben den Osterfesten in den Jahren 940, 941, 948, 950, 959 und 973 war Otto I. mehrfach zum Jahresgedenken an den Tod seines Vaters Heinrich I. anwesend, so in den Jahren 937, 952, 961 und 965. Bei der Osterfeier 941 konnte er mit Hilfe fränkischer Getreuer einen Aufstand seines Bruders Heinrich und verschiedener sächsischer Verbündeter verhindern.
Bei seinem Besuch 966 wurde seine Tochter Mathilde als erste echte Äbtissin des Stiftes auf dem Burgberg geweiht. Kurz vor Ottos I. Tod 973 fand zum Osterfest in Quedlinburg ein glänzender Hoftag statt, bei dem griechische, beneventanische, ungarische, bulgarische, dänische und slawische Gesandte anwesend waren, weiterhin Vertreter der Römer, der Italiener und der Russen.
Otto II. feierte nur noch Ostern 974 und 978 in Quedlinburg. Die Herrschaft seines Sohnes Ottos III. war zu Beginn (984) von der Usurpation durch Heinrich den Zänker gekennzeichnet, die dieser am traditionsreichen Ort Quedlinburg durchführen wollte. Zwei Jahre (986) darauf wurde dieser gescheiterte Versuch einer Herrschaftsübernahme symbolisch am selben Ort mit einem Demutsakt gesühnt, indem Heinrich den jungen Otto III. als Diener bei Tisch bedienen musste. Neben den Osteraufenthalten 986, 989, 991 und 1000 ist vor allem auf das letztgenannte Ereignis hinzuweisen, weil Otto III. nach der Feier „an seinen Hof im Tal“ zurückkehrte und hier einen Reichstag abhielt.
Die Bedeutung Quedlinburgs als Osterpfalz und Reichsversammlungsstätte ging immer weiter zurück. So feierte König Barbarossa vor seinem Besuch 1154 das Osterfest in Magdeburg und kam erst anschließend nach Quedlinburg.

### Prämonstratenserkloster von 1146 bis 1547
Auf Betreiben der Äbtissin Beatrix II. bestätigte Papst Eugen III. im Jahre 1146 die Umwandlung in ein Kloster der Prämonstratenser. Dies ging mit einer Neuregulierung der Pfründen einher und wurde nicht ohne Widerstand hingenommen. Die ersten neuen Chorherren kamen aus dem Kloster Cappenberg (westfälische Zirkarie), spätestens 1224 jedoch gehörte St. Wiperti zur sächsischen Zirkarie, an deren Spitze das Kloster Unser Lieben Frauen in Magdeburg stand.
Aus den 400 Jahren zwischen 1146 und 1547 sind ungefähr 180 Urkunden erhalten, die zum größten Teil die Besitzverhältnisse des Klosters betreffen. Bis 1266 war das Kloster so stark angewachsen, dass die Gebäude über den bisher ummauerten Bereich hinaus erweitert werden mussten. Auch die Türme sind kurz vorher angelegt oder zumindest erneuert worden. Dem Kloster scheint es in den folgenden Jahren so gut gegangen zu sein, dass Äbtissin Bertrade II. 1277 eine scharfe Verordnung erließ, um der ausschweifenden und zügellosen Lebensart der Chorherren/Kanoniker Einhalt zu gebieten.
Im Verlauf der Fehde des Grafen Albrecht II. von Regenstein mit der Stadt Quedlinburg 1336 wurden große Teile des Klosters, darunter die Türme und der Kreuzgang zerstört. Herzog Otto von Braunschweig zwang jedoch die Bürger dazu, den Chor und den Kreuzgang wieder aufzubauen. Dennoch hat sich das Kloster von diesem schweren Schlag lange nicht erholt, und 1371 wurden ihm deshalb die Abgaben an den Papst erlassen.
Im Verlaufe des 15. Jahrhunderts geriet es unter den Einfluss der Klosterreformbewegung, was zu einer wirtschaftlichen Konsolidierung führte und dem Kloster im Folgenden zu einer zweiten Blütephase verhalf. Selbst einen fünfzigjährigen Streit mit der Stadt Quedlinburg über das Gehölz am Brühl konnte sich das Kloster leisten. Das erhaltene reichgeschmückte Evangeliar von 1513 zeugt vom Reichtum dieser Tage.
In den Wirren des Bauernkrieges wurde das Kloster 1525 zum dritten Mal verwüstet. Zwar sollte es auf Betreiben des Herzogs Georg von Braunschweig wieder aufgebaut werden, was aber nicht geschah. Der Schatz wurde von der Äbtissin Anna II. zu Stolberg 1546 eingezogen und, als sich der letzte Propst 1547 verheiratete, wurde das Kloster aufgehoben.

### Evangelische Pfarrkirche der Westendorfes von 1547 bis 1812
Es gab zwar im Laufe des Dreißigjährigen Krieges noch einen Versuch, das Kloster wieder in die Hände des Prämonstratenserordens zu legen, aber dies misslang. Das eingezogene Gut ist im 16. Jahrhundert noch vom Stift selbst verwaltet worden. Im 17. und 18. Jahrhundert wurde es jedoch verpachtet. Die Klosterkirche diente seit der Reformation den Gemeinden Neuer Weg, Westendorf und Münzenberg als Gemeindekirche. Die 24 Prediger dieser Epoche sind lückenlos nachweisbar. Von 1672 bis 1674 wurde die Kirche grundlegend restauriert. Im Laufe des 18. Jahrhunderts wurden mindestens 14 Gewölbe innerhalb der Kirche angelegt und mehrere Gebäude außerhalb erweitert. Nach der Aufhebung des Damenstiftes 1802 fiel das Wipertigut 1812 an die Stadt Quedlinburg.

### Scheune von 1812 bis 1945
In diesen Jahren wurde über Abriss oder Verpachtung diskutiert. Nach vielen Angeboten und Versteigerungen kaufte 1831 Ludwig Baentsch die verstümmelte Domaine und brachte sie allmählich, durch Zukauf, auf ihren früheren Umfang von 1400 Morgen. Allerdings benutzte er die Kirche als Scheune und die Krypta als Molkereikeller.
In der Zeit um 1900 entstand an der Südseite des Grundstücks ein an ein Schloss erinnerndes Gutshaus. Markant ist der große, weithin sichtbare Turm.

### Weihestätte der SS von 1936 bis 1945
Im Jahre 1936 nahm die SS im Auftrag Himmlers einige bauliche Umbauten vor, um die Krypta in eine nationalsozialistische Weihestätte umzuwandeln. Auch die nahegelegene Stiftskirche St. Servatius wurde von der SS beschlagnahmt und umgebaut. Die Wipertikirche sollte offensichtlich in den Kult um Heinrich I. einbezogen werden. Der pseudoreligiöse Kult begann in der Wipertikrypta. Sie bildete den Ausgangspunkt eines Fackelmarsches, dessen Ziel die Krypta der Servatiuskirche war.

### Katholische Filialkirche seit 1954 und UNESCO-Weltkulturerbe seit 1994
Nach dem Zweiten Weltkrieg bemühten sich die Denkmalpfleger um eine Instandsetzung der Kirche. Durch einen zwischen dem Rat der Stadt Quedlinburg und der St.-Mathildis-Gemeinde abgeschlossenen Vertrag wurde die Kirche der St.-Mathildis-Gemeinde vom 1. Oktober 1954 an zur Nutzung überlassen. Die Restaurierung wurde von 1955 bis 1959 unter der Leitung des Instituts für Denkmalpflege Halle (Saale) durchgeführt. Hierbei wurde das von dem Marienkloster auf dem Münzenberg stammende frühromanische Türbogenfeld (Tympanon) am Südportal der Kirche eingebaut. Die Kirche wurde Ostern 1959 durch Weihbischof Friedrich Maria Rintelen neu geweiht und wird seither in den Sommermonaten von der katholischen Gemeinde St. Mathilde für die Sonntagsmesse genutzt.
Seit 1994 ist sie Weltkulturerbe der UNESCO und wird seit 1995 von einem Förderverein betreut und erforscht. Durch umfangreiche Sanierungs- und Restaurierungsmaßnahmen konnte die Bausubstanz gesichert werden.

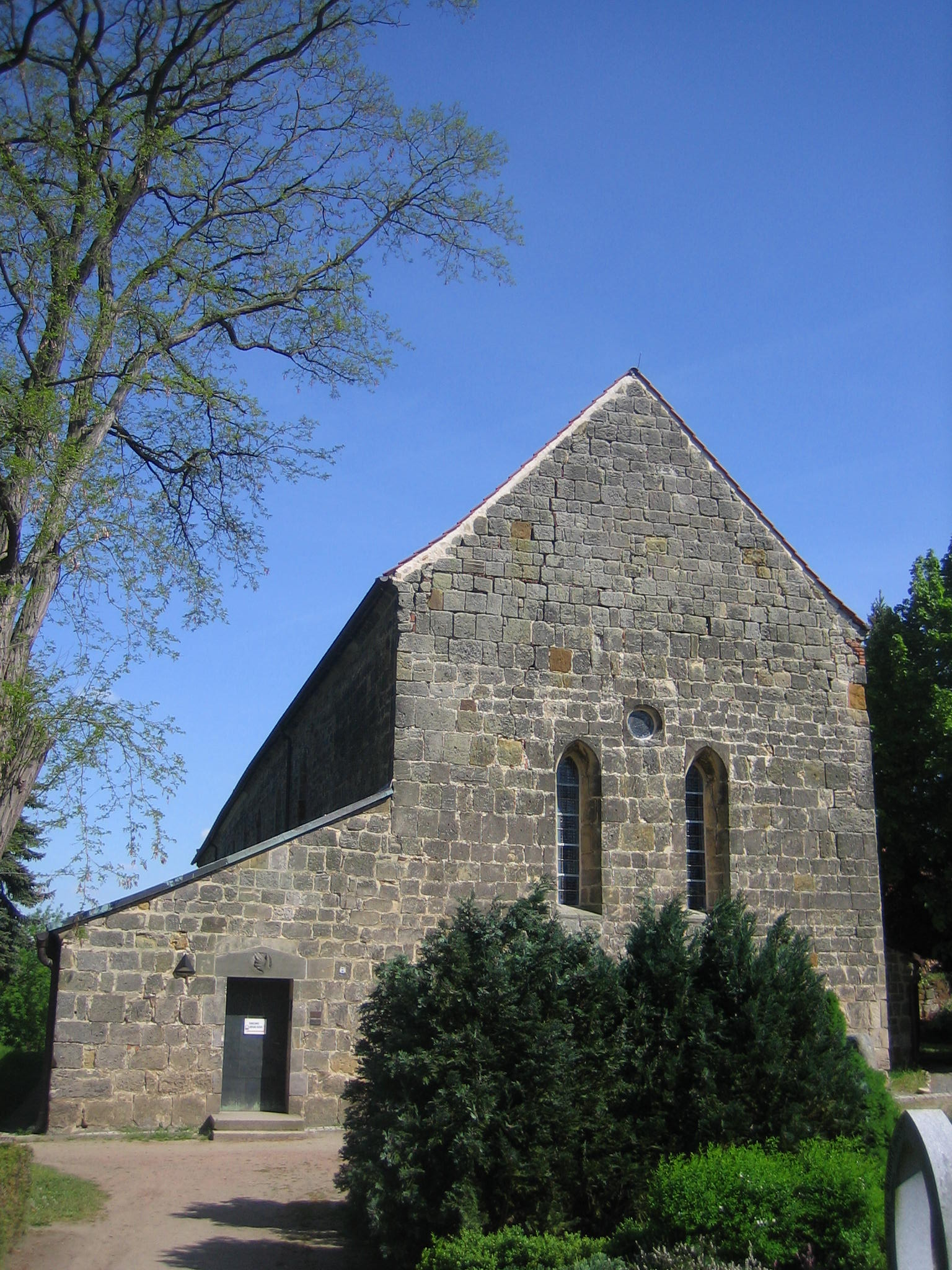
Westfassade
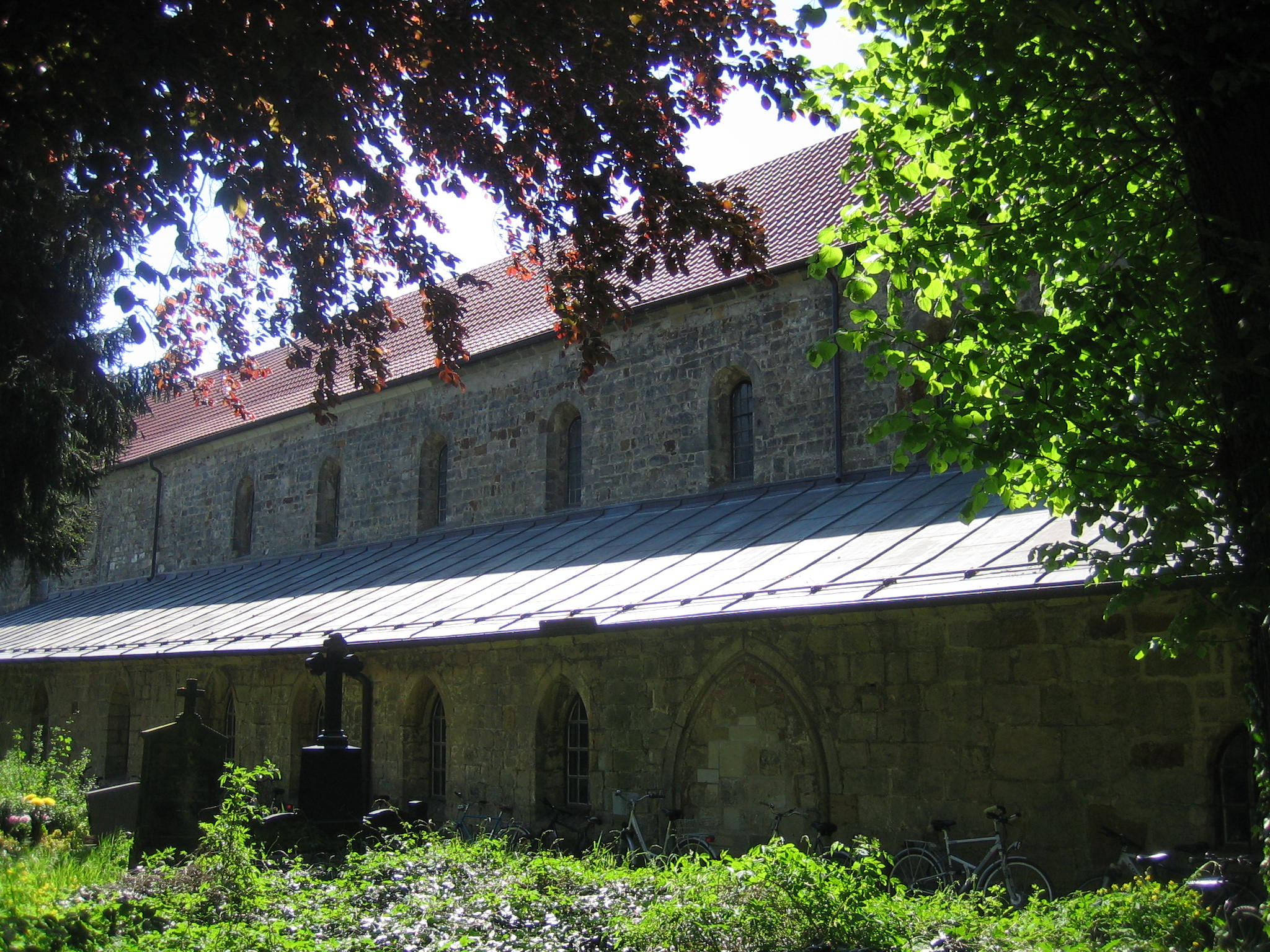
Langhaus an der Südseite
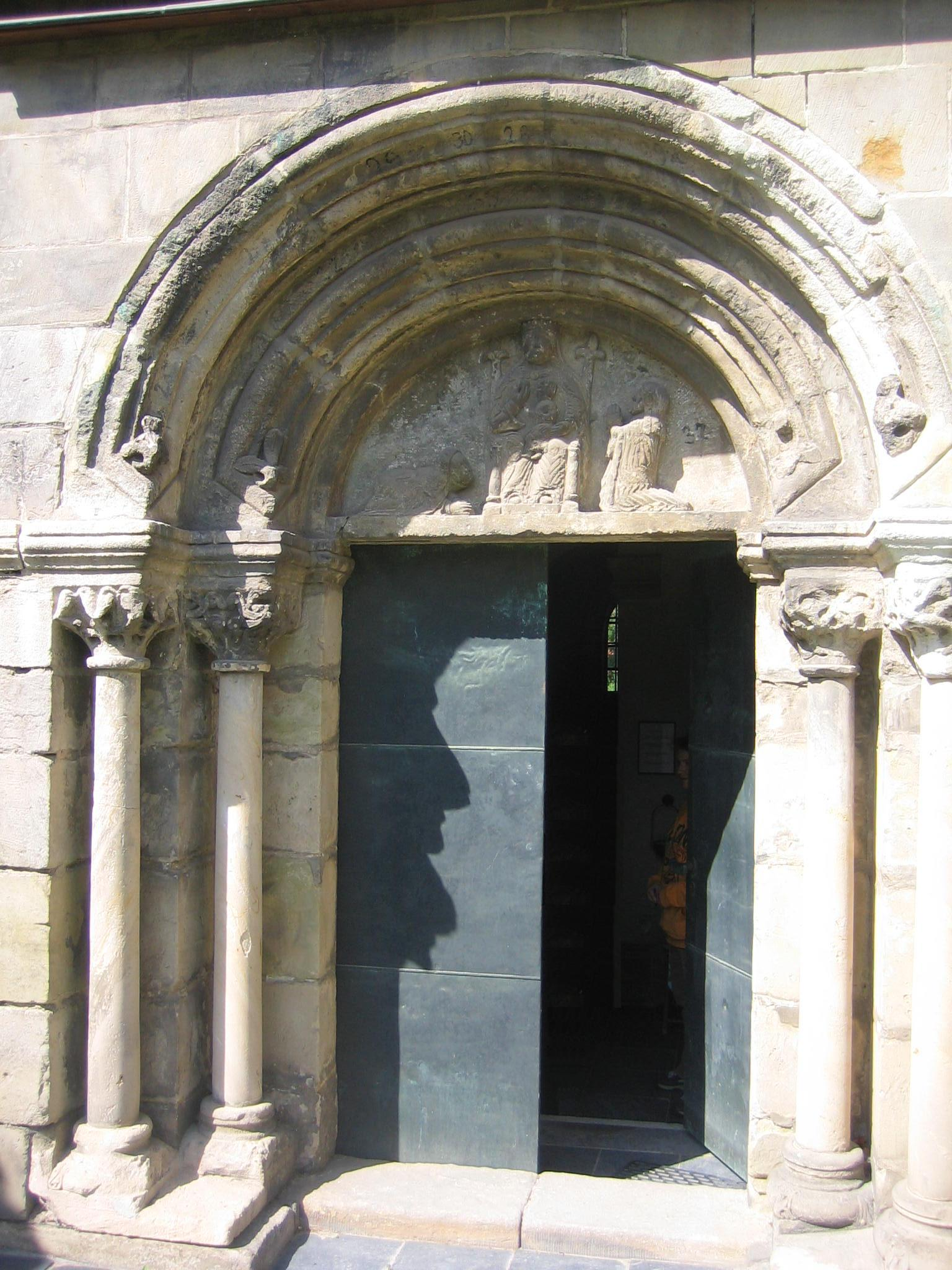
Tympanon des Marienklosters
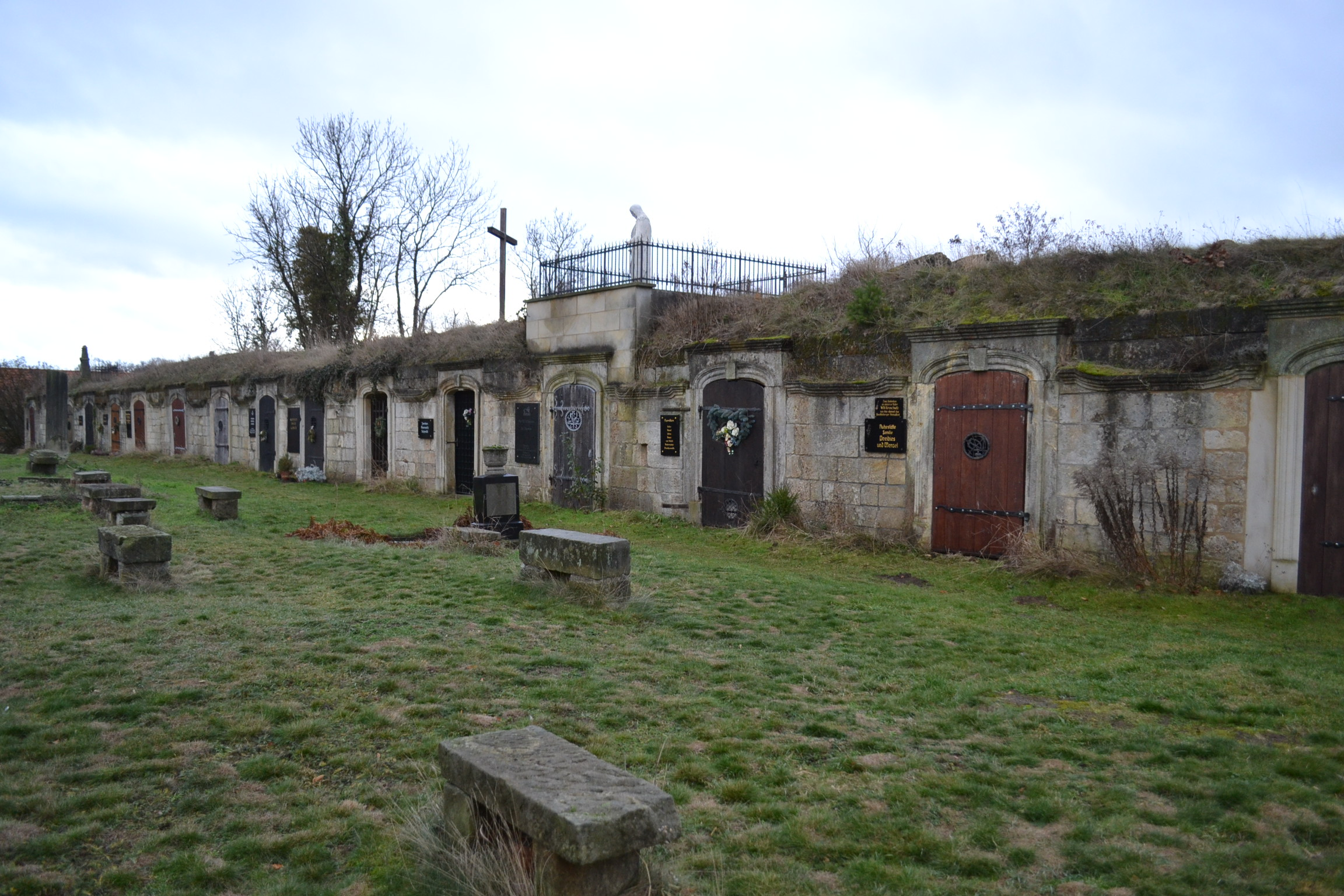
Gruftanlagen am Kapellenberg (2022)

## Ausstattung
Im nördlichen Seitenschiff befindet sich ein Flügelaltar. Der unbekannte Künstler schuf ihn 1485. Früherer Standort war St. Aegidii. Rechts und links des Altares befinden sich zwei Wandteppiche der hallenser Künstlerin Christine Leweke. Die mit Woll- und Goldfäden versehene Arbeit wurde 1959/60 hergestellt. Der Tabernakel aus demselben Jahr stammt vom ebenfalls aus Halle stammenden Prof. Müller.
In den Jahren 2006–2008 erfolgten der Einbau fünf neuer Fenster im Chorraum, der Dreifenstergruppe im Westgiebel, eines südlichen Obergadenfensters und die Verglasung der Krypta. Die Entwürfe wurden von Günter Grohs (Wernigerode) geschaffen, die Ausführung übernahmen die Glaswerkstätten F. Schneemelcher, Quedlinburg.
Zunächst stand für St. Wiperti lediglich ein Harmonium zur Gemeindebegleitung zur Verfügung. Seit Ende der 1990er Jahre werden elektronische Orgeln der Firma Johannus genutzt. Das derzeitige Instrument (opus 25) hat 36 Register auf zwei Manualwerken und Pedal.

## Weitere Baudenkmale

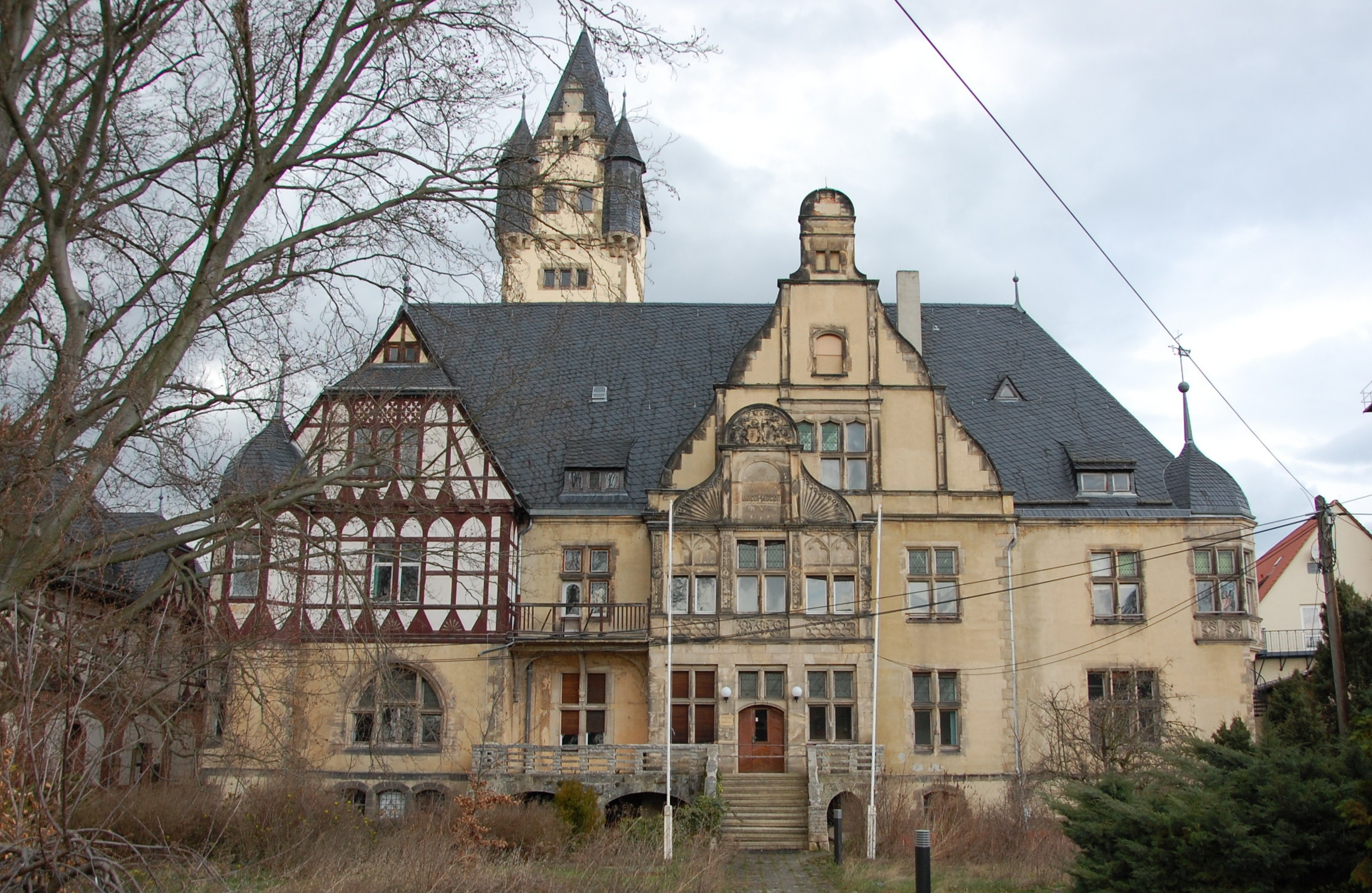
Ehemaliges Gutshaus

An der östlichen Zufahrt zum Grundstück befanden sich aus Fachwerk und Ziegeln errichtete einfache Landarbeiterhäuser, mit den Adressen Wipertistraße 6a–e. Nachdem sie Anfang der 1990er Jahre als Sozialwohnungen genutzt worden waren, standen sie leer. Unterhaltungsmaßnahmen unterblieben. Nach Brandstiftungen und Einstürzen wurden die Häuser bis auf das Haus 6e abgerissen.
Neben dem großen, schlossähnlichen Gutshaus, gehört auch der langgestreckte aus Fachwerk und Bruchstein errichtete Schafstall nördlich der Kirche und die noch in großen Teilen erhaltene historische Grundstückseinfriedung aus Bruchsteinen zum denkmalgeschützten Bereich.
Das Gutshaus wurde in der Zeit um 1900 durch den Architekten Max Schneck für den Gutsbesitzer Ernst Baentsch im Stil des Späthistorismus errichtet, wobei sich bereits Anklänge des Jugendstils zeigen. Es weist Elemente der Neorenaissance auf und verfügt über einen Schweifgiebel und einen hohen Treppenturm. Das Gebäude diente ab 1947 als Gartenbauschule und wurde dann seit 1968 als Fachschule geführt.
Von August 2015 wurde das Gebäude als Ausweichstelle der überbelegten Zentralen Anlaufstelle für Asylbewerber Sachsen-Anhalts in Halberstadt genutzt. Die Außenstelle wurde am 30. September 2016 wieder geschlossen.

## Friedhof
Zum denkmalgeschützten Areal gehört auch der im Westen des Gebiets befindliche Wipertifriedhof. Markant sind 55 in den Felsen geschlagene Grüfte, die in Form von Terrassen angeordnet sind. Ursprünglich gehörte auch der Bereich des etwas weiter westlich gelegenen heutigen Servatii-Friedhofs zum Friedhof des Wipertiklosters.
Im Jahr 2012 wurde der Wipertifriedhof aufgrund seiner ungewöhnlichen Gruftanlage in eine Liste von 111 Orten in Sachsen-Anhalt die man gesehen haben muss aufgenommen. Im Denkmalverzeichnis ist der Wipertifriedhof unter der Erfassungsnummer 107 40106 als gesondertes Baudenkmal erfasst.